# René Schneider (1936)
René Schneider (30 november 1936 - 18 september 2011) was een Zwitsers voetballer die speelde als doelman.

## Carrière
Schneider speelde van 1956 tot 1960 voor Lausanne Sports. In 1960 trok hij naar Servette Genève waarmee hij kampioen werd in 1961 en 1962. In 1964 trok hij terug naar Lausanne Sports, waarmee hij nog een keer kampioen werd in 1965. Hij bleef er spelen tot in 1969 toen hij stopte met voetballen.
Hij speelde vier interlands voor Zwitserland waarin hij niet kon scoren.

## Erelijst
- Servette Genève
  - Landskampioen: 1961, 1962
- Lausanne Sports
  - Landskampioen: 1965